# As It Happened
As It Happened è un cortometraggio muto del 1915 diretto da Tony O'Sullivan (meglio conosciuto con il nome Anthony O'Sullivan). Prodotto dalla Biograph, il film ha come interpreti Claire McDowell e Harry Carey.

## Produzione
Il film fu prodotto dalla Biograph Company.

## Distribuzione
Distribuito dalla General Film Company, il film - un cortometraggio in una bobina - uscì nelle sale cinematografiche statunitensi il 12 luglio 1915. Non si conoscono copie ancora esistenti della pellicola che viene considerata presumibilmente perduta.